# Niamina East
Niamina East är ett distrikt i Gambia. Det ligger i regionen Central River, i den östra delen av landet, 160 km öster om huvudstaden Banjul. Antalet invånare var 24 340 vid folkräkningen 2013. De största orterna då var Kudang, Jarreng, Pateh Sam, Mamud Fana, Batty Njoll och Macca Mbayen.